# Die den Horus trägt, die den Seth trägt
Die den Horus trägt, die den Seth trägt (altägyptisch Rmnt-Ḥr.(w)-rmnt-Stẖ) war ein altägyptischer Machttitel, der Königinnen vorbehalten war und ihnen eine besondere Rangstellung bei Hofe einräumte.
Der Titel ist seit der frühen 1. Dynastie bezeugt, wo er allerdings nur in seinen Einzelkomponenten auftrat. Die Trägerinnen der Titulatur nannten sich also nur „Die den Horus trägt“ oder „Die den Seth trägt“. Ab dem Alten Reich verschmolzen die Einzeltitel zum Doppeltitel „Die den Horus und Seth schaut“.